# Promotie en degradatie
Promotie en degradatie is een systeem waarmee de deelnemers in verschillende competitieklassen, divisies of reeksen in bepaalde sportdisciplines, meestal balsporten, worden bepaald.

## Omschrijving
Promotie voor een team betekent dat het in een hogere divisie van de competitie wordt ingedeeld en degradatie is daaraan tegengesteld. Dit systeem wordt wereldwijd gebruikt, met uitzondering van de Noord-Amerikaanse professionele sportleagues als de NHL, NBA en MLB.

## Verschillen in het systeem
De exacte manier waarop promotie en degradatie plaatsvindt kan per competitie, land of per sport verschillen. Zo is het in Nederland en België in de hoogste voetbalcompetities (Eredivisie/Eerste klasse) gebruikelijk dat de twee laatst geëindigde ploegen rechtstreeks degraderen en de op twee na laagst geëindigde ploeg strijdt dan om klassebehoud met meerdere periodekampioenen uit de Eerste divisie (Nederland) en Tweede klasse (België). In veel andere landen en sporten is dit ongebruikelijk en zijn de regels simpeler — de beste ploegen van een lager niveau en de slechtste ploegen van een hoger niveau wisselen zonder discussie van plaats: in de Premier League bijvoorbeeld degraderen de drie laatste ploegen en promoveren de drie beste van het EFL Championship.

## Redenen voor promotie en degradatie
Promotie wordt verkregen door ploegen die als (een van de) hoogste(n) eindigen in hun divisie. Soms promoveren ploegen om niet-sportieve redenen: als meer ploegen dan voorzien om eveneens niet-sportieve redenen naar een lagere klasse degraderen of als de competitie-indeling drastisch wordt veranderd.
Sportieve redenen voor degradatie:
- het niet behalen van genoeg punten in de reguliere competitie (rechtstreekse degradatie);
- het verliezen van een nacompetitie waarin men uitmaakt welke ploegen in de klasse blijven en welke niet;

Niet-sportieve redenen voor degradatie:
- Indien een betaaldvoetbalclub uit het Belgisch voetbal geen spellicentie van eerste of tweede klasse toegekend krijgt, degradeert de club gewoonlijk naar de vierde klasse (tweede hoogste amateurniveau).[1] (doorgaans door de opbouw van en het niet tijdig betalen van schulden aan de voetbalbond);
- Degradatie kan ook als straf worden uitgesproken, als een club verdacht wordt van het beïnvloeden van het verloop van de competitie, voornamelijk door omkoping. Een goed voorbeeld hiervan is het Italiaans omkoopschandaal uit 2006.

## Trivia
De uitdrukking dat het degradatiespook rondwaart, wordt gebruikt wanneer een sportvereniging in een dusdanige sportieve malaise verkeert, dat de angst om degradatie, die altijd als een oneer ervaren wordt, reëel is en onafwendbaar lijkt. De term wordt vooral gebruikt in de voetbalwereld, maar wordt ook wel voor andere sporten gebezigd.